# مانويلا أنغيلي
مانويلا أنغيلي (بالإيطالية: Manuela Angeli)‏ هي متزلجة فنية إيطالية، ولدت في 3 أبريل 1939 في كورتينا دامبيدزو في إيطاليا.

## وصلات خارجية
- مانويلا أنغيلي على موقع اللجنة الأولمبية الدولية (الإنجليزية)
- مانويلا أنغيلي على موقع أوليمبيديا (الإنجليزية)